# Andriej Jesipienko
Andriej Jewgienjewicz Jesipienko (ros. Андрей Евгеньевич Есипенко, ur. 22 marca 2002 w Nowoczerkasku) – rosyjski szachista, arcymistrz od 2018 roku.

## Życiorys
Urodził się 22 marca 2002 roku w Nowoczerkasku. W 2012 roku zwyciężył w mistrzostwach Europy juniorów do lat 10, a pięć lat później w mistrzostwach Europy juniorów do lat 16 i mistrzostwach świata juniorów do lat 16. W kwietniu 2018 roku został arcymistrzem. Trzy lata później wziął udział w turnieju Tata Steel Masters, w którym zajął trzecie miejsce z wynikiem 8/13 (+4-1=8). W 2022 roku wystartował w FIDE Grand Prix 2022, gdzie zajął 16. miejsce. W marcu 2022 roku osiągnął najwyższy ranking szachowy, który wyniósł 2723 punkty.
W marcu 2022, wraz z 43 innymi rosyjskimi szachistami, wystosował list otwarty do Władimira Putina protestując przeciwko inwazji na Ukrainę i wyrażając solidarność z narodem ukraińskim.